# Bjelimići
Bjelimići su zajednica sela koja se nalaze u jugoistočnom dijelu općine Konjica, nešto manje od 30 km od Boračkog jezera, između planina Visočice, Treskavice i Crvnja. Imaju status mjesne zajednice (MZ).

## Naziv
Bjelimiće se često pogrešno poistovjećuje i brka sa središnjim dijelom ovoga kraja, sa selom Odžacima. Nerijetko se može čuti da stanovništvo rubnih "bjelimićkih sela ide u školu ili u prodavanicu u Bjelimiće". Vjerojatno je da naziv Bjelimići je u svezi s bijelim sniježnim pokrivačem jer se snijeg u ovom kraju zadrži nešto duže nego u susjednim mjestima Glavatičevu i Zagorju. Znanstvenik Pavao Anđelić je istražujući ostavlja mogućnost da ime Bjelimići može biti u svezi i sa srednjovjekovnim prezimenom Bjelim, odnosno Bjelimlić. Bjelimlići su se odselili još za vrijeme Osmanlija. Da je to u nekoj svezi pokazuje i veći broj stećaka u mjestu Policama usred Visočice, a, također, jedan predio u selu Ježeprosini u srcu Bjelimića "bez ikakva razloga" zove se Bjelim. Bjelimići su predio koji popunjava prostor između planine Visočice i Neretve.

## Ime
Ime se dovodi u svezu s bijelim snježnim pokrivačem. Bjelimići odnosno njihov središnji dio Odžaci su na nadmorskoj visini od 1000 metara. Postoje i drugačije teorije nastanka imena Bjelimića.

## Povijest
U kasnom srednjem vijeku Bjelimići su bili unutar upravnog kotara (contato) srednjovjekovnog Veletina. Veletin je sa svojim upravnim kotarom spadao u župu Zagorje koja je i pripadala bosanskoj državi. Ne zna se je li prije ova župa bila u posjedu humskih velikaša Sankovića. U 15. stoljeću župa Zagorje bila je u posjedu humskih vojvoda Kosača. Premda su Bjelimići bili u njihovom posjedu, izvori od 1442. do 1465. navode da su u Bosni (Anđelić 1982.: 112). Sam Veletin prvi put se spominje u povijesnim vrelima 1442., a onda tri puta tijekom 1465. Jedan dubrovački izvor od 29. lipnja 1442. spominje da Veletin (s čitavim Bjelimićima) pripada Bosni. Izvor od 4. travnja 1465. donosi zaključak da je upravitelj grada u to doba bio poznati vlastelin Juraj Čemerović (Anđelić 1975.: 118-119; 1982.: 100-103). Juraj Čemerović je bio poznati diplomat kojega je vojvoda i herceg Stjepan Kosača nekoliko puta poslao u Italiju. Čemerovići su imali svoj dvor u Odžacima (nedaleko od sela Doljana) kao i svoje posjede, koji su poslije bili u timaru begova Šurkovića (Anđelić 1982.: 88, 99). Grad Veletin se spominje kao posjed Kosača u poveljama iz 1444., 1448. i 1454. Ne zna se kako je grad funkcionirao u osmanskom razdoblju. Utvrda Veletin je sagrađena daleko od prometnica, ali se u povelji iz 1442. spominje njegovo podgrađe, gdje se danas nalazi selo Ocrkavlje. Ovaj dio hercegove zemlje pao je pod osmansku vlast još 1465. godine. Doljani se spominju u popisu sandžaka vilajeta Hercegovina koji je napravljen u razdoblju od 1475. do 1477. godine (Aličić 1985.: 209, 353, 467, 483). Bjelimići su bili u župi Zagorju.

## Mjesna zajednica
Bjelimići su predio od više sela u općini Konjicu. Jedno od tih sela zove se Odžaci, a od davnina je postojbina begovske obitelji Šurkovića. Tu je bilo više odžaka i tri kule. Gospodari tih kula bili su (oko 1900.) Ferhadbeg, Sejdibeg (umro 1906.) i Hanefija. Sejdibegova kula (14X14m) i danas je uzgor i to prizemlje i prvi kat i u njoj se stanuje. Fehradbegova je kula (13 x 9 m) bila na dva kata, a isto tako i Hanefijina, koja je srušena 1947., a kamen je upotrijebljen za gradnju zadružnog doma. Iako ne postoje pisani tragovi, usmenom predajom se prenosi da su osnivači džamije u Odžacima begovi Šurkovići.
Mjesna zajednica Bjelimići je zajednica sela Odžaci, Ježeprosina, Svijenča, Luka, Vranići, Gradeljina,Argud, Čitluk, Gornja Ljubuča, Donja Ljubuča, Mokro, Ocrkavlje, Doljani, Zabrđani, Tinje, Zavodac i Strane, Sopot, Veluša, Pločnik. Prije rata postojala su i sela Sitnik i Crnovići. Danas niko više ne živi u tim selima. Poslije rata Bjelimićima su pripala i neka od sela Župe Zagorske, ali samo: Luko, Brda, Polje, Zelomići, Ljuta i Hotovlje. Nakon rata, također je šest sela s druge strane Neretve koja su pripala MZ Bjelimići poslije rata. To su Vilišta, Rajac, Gapići, Sovice, Stubljaci i Zalužje. Ratna migracija stanovništva učinila je to da danas u tim selima živi po jedan ili dva domaćina. Središnji dio mjesne zajednice čini selo Odžaci.
Odžaci se nalaze na nadmorskoj visini od 1.000 m. Najsjevernija sela su Luka i Ljuta, a najjužniji su Gapići. Zajedno s Gornjom i Donjom Ljubučom ova sela se nalaze u neposrednoj blizini Neretve. Od Konjica do Bjelimića vodi asfaltni put. Put vodi preko Boraka, Boračkog jezera i Glavatičeva. Također je asfaltiran i putni pravac Odžaci–Luka. Ovim pravcem preko Visočice može se brže stići do Sarajeva, ali je put makadamski od Luke do Šabića. Ako se ide prema Kalinoviku, asfalta neće biti dalje od prijevoja Vojle. Prilično lošim makadamskim putem ide se preko Dindola, pored sela Hotovlje, Kutine i Graiseljići izlazi se na asfaltni put Kalinovik–Ulog. Iz Odžaka do Kalinovika je 30-ak km. Svako selo u Bjelimićima ima struju, put, telefon i vodu. Na uzvišenju Hum pušten je u rad predajnik za mobitele. Iako Hum dominira nad cijelim krajem, ipak rubna sela gotovo da nemaju signala.
Misa u crkvici sv. Ilije na Livodi na Morinama govorila se na Ilindan i na Gospu od Milosrđa (nedjelja po Maloj Gospi). Slušao ju je narod koji bi se sabrao sa svih planina, s Crvnja, Kladova Polja, pa čak i s Treskavice, a pogotovo katolici iz Borča i Nevesinja, i pješaci i konjanici, te iz Bjelimića, a dolazili su i mnogi pravoslavci iz okolnih sela.

## Prirodne znamenitosti
Pećina Vrpeć je zaštićeni objekt prirode u BiH.